# Кеплер-10ц
Кеплер-10ц је планета која се налази у орбити око звезде Кеплер-10, удаљене око 560 светлосних година и смештене у сазвежђу Змаја. Научници не знају како се планет формирао. Има пречник од око 29.000 километара, а 2,3 пута је већи од пречника Земље. Ову планету научници називају "Мега-Земља".
Кеплер-10ц има револуцију око своје звезде која траје 45 дана. Удаљеност од звезде и ове планете износи четвртину просечне удаљености између Сунца и Земље. НАСА је откриће овога планете објавила 2. јуна 2014.